# Buleuterio de Olimpia

Plano del santuario de Olimpia. El Buleterio estaba en el nº 31.

El Buleuterio de Olimpia se hallaba en la zona sur del bosque sagrado del santuario de Olimpia, próximo al Templo de Zeus Olímpico, aunque separado de él por los límites del recinto del Altis.
Fue el edificio del alojamiento, sala de sesiones, reuniones y ubicación específica de la boulé, el Senado eleo. A este Senado o Consejo se le atribuía la facultad de oír y resolver las denuncias presentadas contra los jueces y atletas por irregularidades cometidas en el desarrollo de los juegos olímpicos, así como cualquier otro tipo de reclamación urgente y grave relacionada con los mismos.
Además de esta función, en el Buleuterio se guardaban diversos materiales y utensilios deportivos, y los archivos y registros donde constaban los resultados de las competiciones.
Se ignora la fecha de su construcción, se ha estimado que sería construido ente el 668 y el 572 a. C., debido a la similitud de la técnica constructiva a la de los pisatios.
El conjunto arquitectónico lo componían dos naves absidales de distintas dimensiones (30,79 m la del norte y 30,53 m la del sur), que enmarcaban en su espacio interior un patio cuadrado de 14,28 m de lado. A Los dos edificios absidales se accedía por el este.

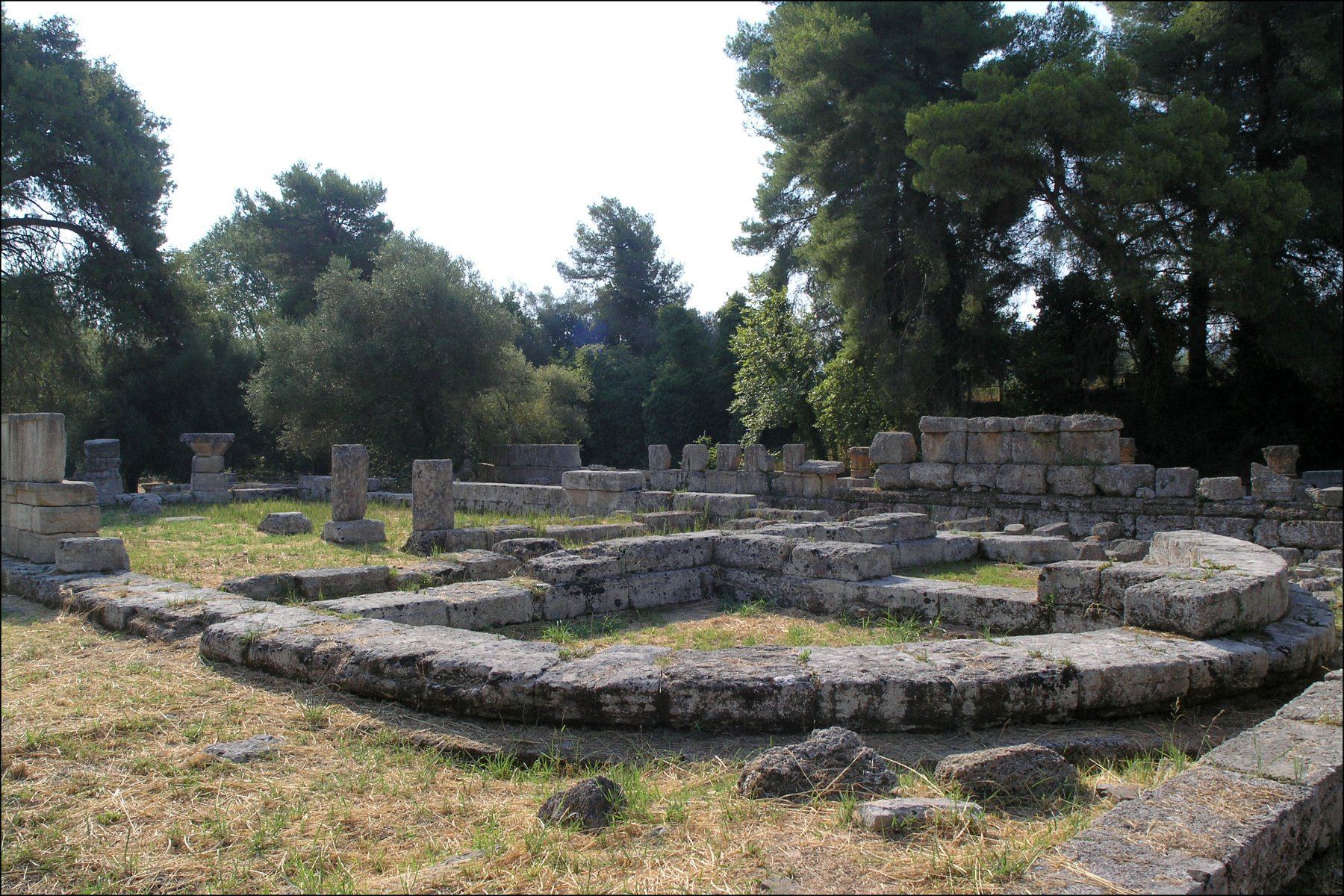
Buleuterio de Olimpia.

Durante el periodo helenístico al edificio originario se la añadió un pórtico oriental de estilo jónico. En época romana se amplió con un pórtico de estilo dórico en forma de letra Ρ griega (ro), orientado al este.
En el centro del patio cuadrado, se halló una base o pedestal en su mismo centro, punto donde debió erigirse la estatua de Zeus Horcio («Zeus vengador»), ante la que los participantes y directores en los juegos prestaban juramento de fidelidad a las normas deportivas. La ubicación de la estatua en este sitio, se apoya en la noticia de que el juramento ante la estatua del Buleuterio debía de prestarse en una estructura abierta, según la costumbre griega de que los juramentos a los dioses tenían que hacerse al aire libre. Pausanias dice respecto a la estatua que «la del buleuterio es de todas las imágenes de Zeus la más apropiada para atemorizar a los hombres injustos. Su nombre es Horcio, y tiene un rayo en cada mano». A continuación describe en detalle el acto del juramento. Delante de los pies de Zeus Horcio había una tablilla de bronce con una inscripción, en versos elegíacos, para infundir temor a quienes juraran en falso.